# Marc Zellweger
Marc Zellweger (ur. 17 października 1973 roku w Winterthur) – piłkarz szwajcarski i klubu SC Brühl występujący na pozycji obrońcy.